# Costa Paradiso

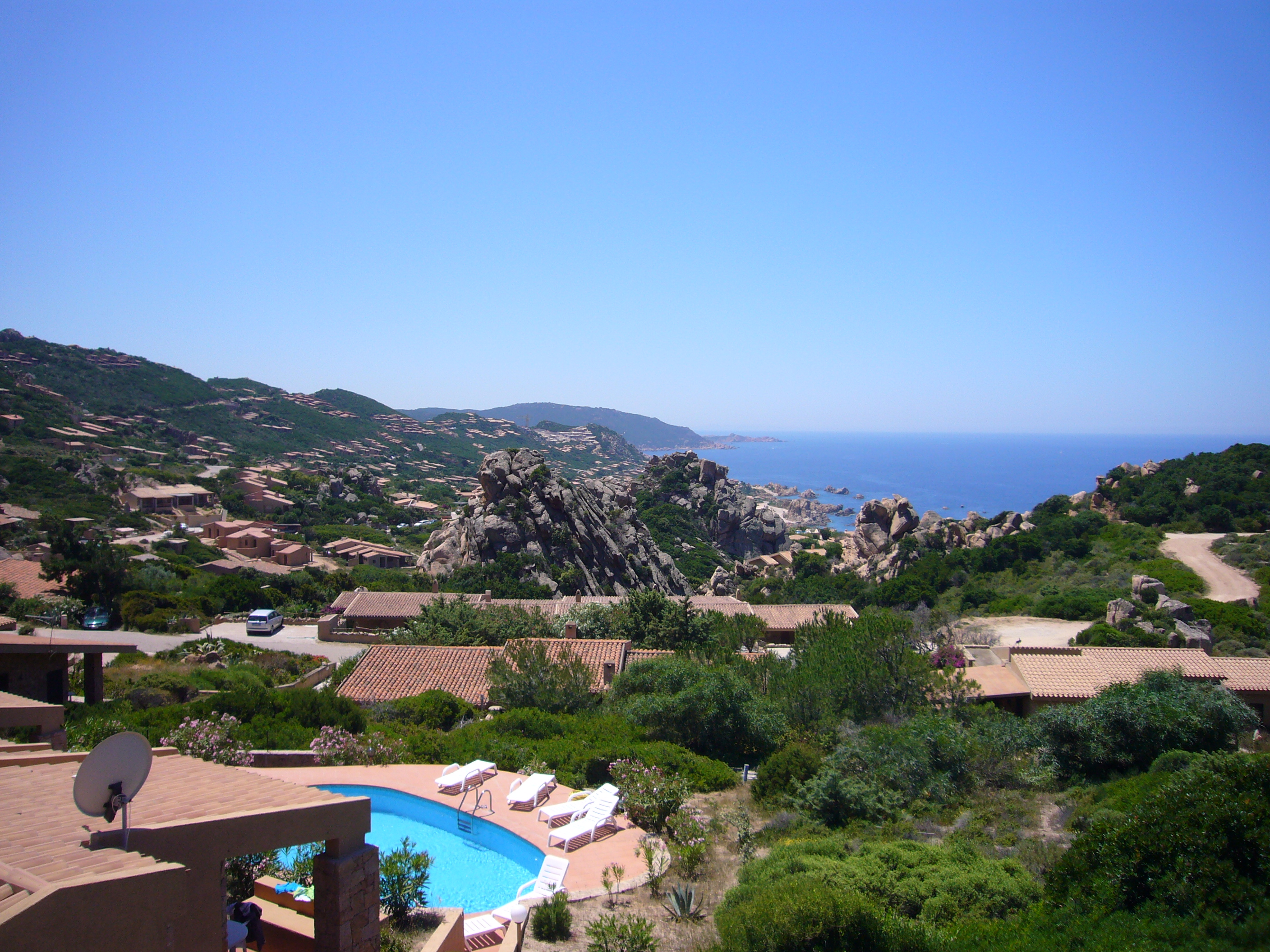
Costa Paradiso

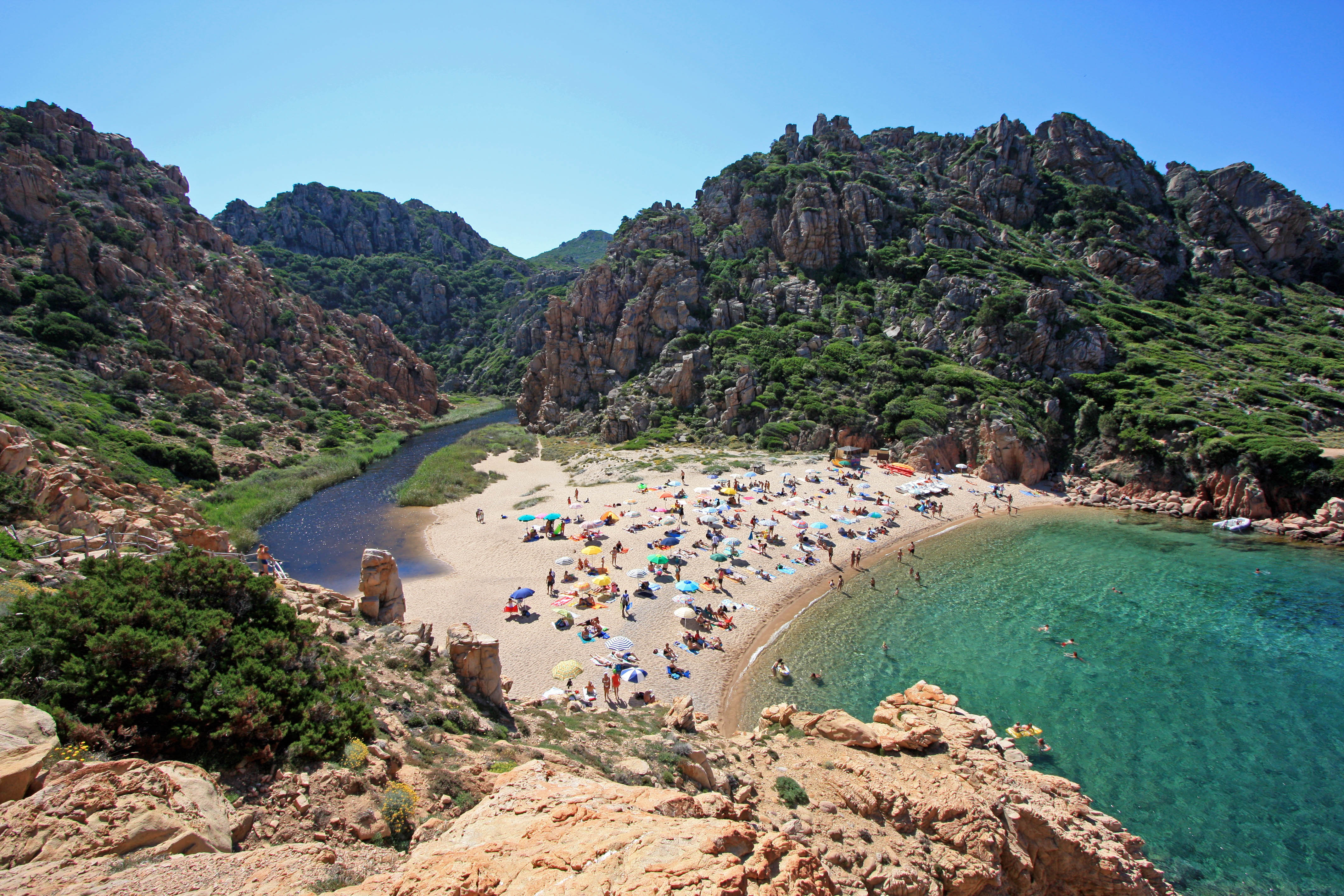
Spiaggia di Li Cossi an der Costa Paradiso

Die Costa Paradiso ist ein Küstenabschnitt der gallurischen Nordküste Sardiniens. Es gibt hier eine große Feriensiedlung mit mehreren Restaurants und Supermarkt.
Die mehreren Hundert Ferienhäuser in der Anlage sind terrassenförmig in den Berghang hineingebaut und passen sich der Landschaft an. Da die Straßen in der Siedlung natürlich in Serpentinen am Hang entlang gehen, kann es zur Küste unter Umständen recht weit sein, auch wenn man in der Luftlinie auch in den oberen Regionen nur ein paar Hundert Meter vom Wasser entfernt ist. Dafür hat man aber insbesondere in diesen Lagen einen alles überragenden Blick über die gesamte Küste und das Meer.
Neben zwei kleinen Sandstränden findet man hier eine monumentale Granitküste.
An der Straße zwischen Costa Paradiso und Santa Teresa Gallura gibt es einige größere und weniger frequentierte Sandstrände.
Man erreicht Costa Paradiso von Olbia aus nach Norden fahrend über Palau und dann nach Westen über Santa Teresa Gallura. Von dort aus sind es rund 35 Kilometer.
Vom Flughafen Alghero kommend fährt man über Sassari ostwärts.